# Małpi interes
Małpi interes (ang. Monkey Business) – amerykański film komediowy z 1931 roku. W rolach głównych wystąpiła grupa aktorów, znanych jako Bracia Marx.

## Opis fabuły
Akcja toczy się na luksusowym statku płynącym po Atlantyku. Bracia Marx dostają się tam na gapę. Zatrudniają się jako ochroniarze rywalizujących gangsterów, co nieustannie prowadzi do komicznych sytuacji.

## Obsada
- Groucho Marx – Groucho
- Chico Marx – Chico
- Thelma Todd – Lucille
- Zeppo Marx – Zeppo
- Harpo Marx – Harpo
- Tom Kennedy – Gibson
- Ruth Hall – Mary Helton
- Harry Woods – Alky Briggs
- Rockliffe Fellowes – Joe Helton